# Groß Godems
Groß Godems este o comună din landul Mecklenburg-Pomerania Inferioară, Germania.